# Брайан, Джордж (кёрлингист)
Джордж Бра́йан (англ. George Bryan) — шотландский кёрлингист.
В составе мужской сборной Шотландии участник чемпионата мира 1979 (заняли шестое место), чемпион Европы (1979). Чемпион Шотландии среди мужчин.
Играл на позиции первого.

## Достижения
- Чемпионат Европы по кёрлингу: золото (1979).
- Чемпионат Шотландии по кёрлингу среди мужчин: золото (1979).

## Команды
| Сезон   | Четвёртый      | Третий      | Второй       | Первый        | Турниры                      |
| ------- | -------------- | ----------- | ------------ | ------------- | ---------------------------- |
| 1978—79 | Джимми Уодделл | Уилли Фрейм | Джим Форрест | Джордж Брайан | ЧШМ 1979 · ЧМ 1979 (6 место) |
| 1979—80 | Джимми Уодделл | Уилли Фрейм | Джим Форрест | Джордж Брайан | ЧЕ 1979                      |

(скипы выделены полужирным шрифтом)